# 馬克·列柏
马克·里佩尔-延森（丹麥語：Marc Rieper-Jensen，1968年6月5日—）是一名前丹麥後防球員。曾效力英超球會韋斯咸和蘇超球隊些路迪而為人熟知。他是丹麥國家隊九十年代後期的主力成員，曾代表國家隊參與1996年歐洲國家盃及1998年世界盃。退役後曾於奥胡斯短暫擔任助教，為球隊從些路迪引入等球員。

## 國家隊生涯
列柏於1990年9月5日對瑞典的友賽首度為國家隊上陣。

## 榮譽
邦比
- 丹麥盃冠軍: 1994

些路迪
- 蘇格蘭超級聯賽冠軍: 1997-98
- 蘇格蘭聯賽盃冠軍: 1997-98

丹麥國家隊
- 1995年法赫德國王盃足球賽冠軍